# Arundel
Arundel é um burgo nos South Downs de West Sussex, no sul da Inglaterra. O rio Arun, cujo nome deriva daquele da cidade, flui através do lado ocidental da mesma. Arundel foi um dos boroughs alterados pelo Municipal Reform Act 1835 e se tornou parte do distrito de  Arun, e agora é uma paróquia civil, com um conselho municipal.